# Canal des rivières James et Kanawha
Le  canal des rivières James et Kanawha (James River and Kanawha Canal en anglais) est un canal artificiel en Virginie, aux États-Unis, construit pour faciliter le transport de passagers et de marchandises par voie d'eau, entre les comtés de l'ouest de la Virginie et la côte.
Étudiée et planifiée par George Washington, la construction de ce canal commence en 1785, mais s’arrête en 1851, laissant le canal à moitié terminé, et s’arrêtant à Buchanan. Le chemin de fer devient à cette époque un concurrent sérieux au transport fluvial. Principalement financé par le Commonwealth de Virginie, ce canal est un projet coûteux qui échoue financièrement plusieurs fois, et qui est fréquemment endommagé par des inondations. La guerre de Sécession signe son arrêt de mort, lorsque se tarissent les fonds privés et l’aide financière d’un État déchiré par la guerre. Le canal est acheté et démantelé par l'une des compagnies de chemin de fer dans les années 1870.

## Un projet pour développer le commerce en Virginie

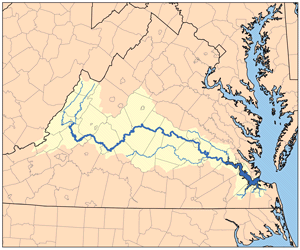
La James River et ses affluents.

Le canal des rivières James et Kanawha est un projet proposé pour la première fois par George Washington, alors qu'il n'est encore qu'un jeune homme explorant les montagnes de l'ouest de la Virginie. Il est à la recherche d'un moyen pour ouvrir une voie navigable vers l'Ouest. Il pense alors que c'est la clé qui manque à la Virginie pour devenir une puissance économique forte dans ce qui devient quelques années plus tard les États-Unis.

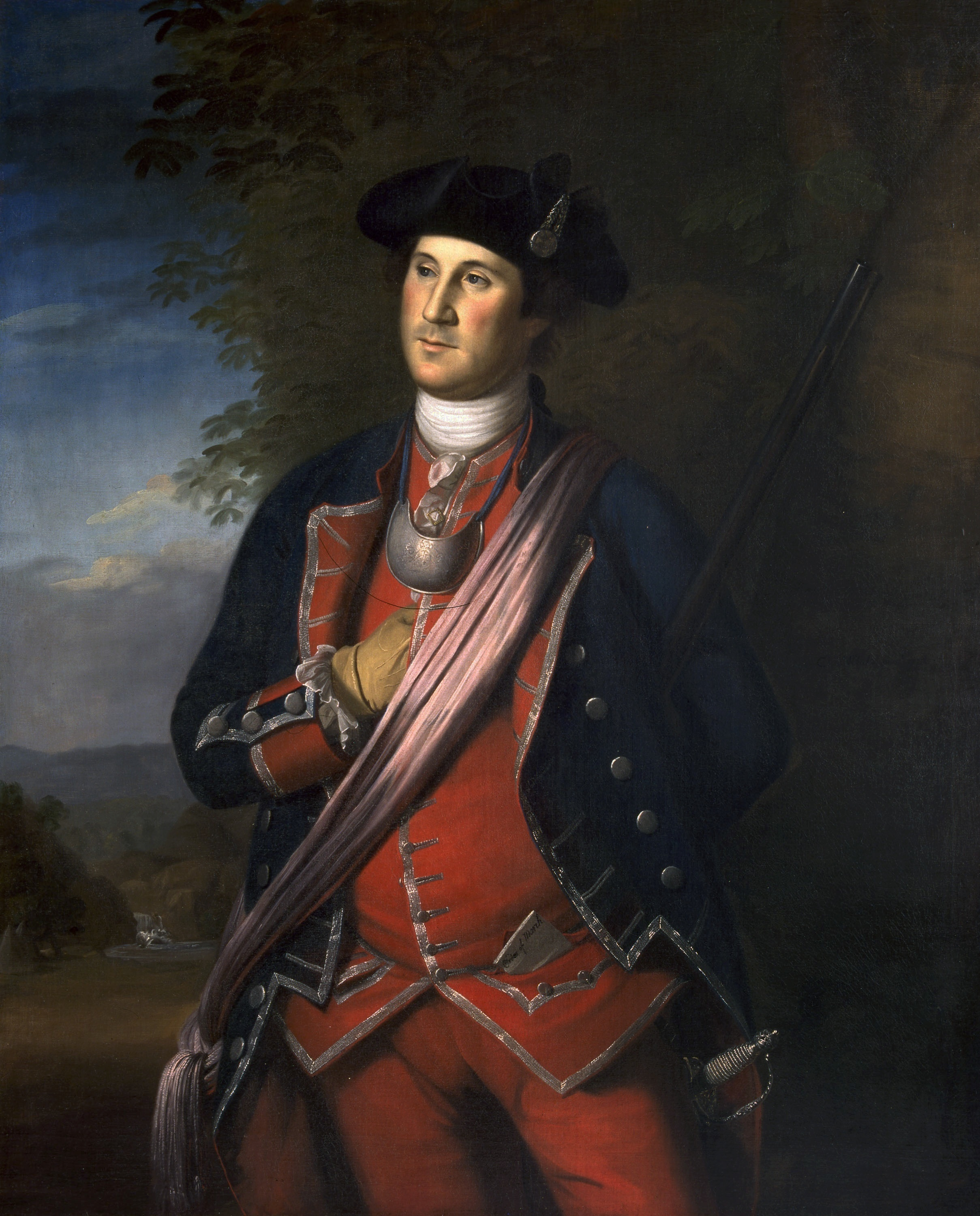
George Washington (1732-1799), 1er président des États-Unis d'Amérique. Ici, en uniforme de colonel du Régiment de Virginie, en 1772.

À cette époque, les cours d'eau sont les principales voies de commerce. Les premières installations le long de la côte Est des colonies tendent à s'arrêter sur la ligne qui sépare les plaines alluviales des régions rocheuses, frontière géologique où les rapides et les chutes d'eau sont fréquents, marquant ainsi la limite de navigabilité des cours d'eau. Ces premières communautés de colons en Virginie deviennent plus tard Alexandria sur le Potomac, Fredericksburg sur la rivière Rappahannock, Richmond et Lynchburg sur la James River, et Petersburg sur l'Appomattox River.
Ces colons pensent déjà à cette époque que la rivière Ohio est un affluent du Mississippi, qui se déverse dans le golfe du Mexique. Ils se doutent aussi que les Allegheny Mountains constituent la ligne de partage des eaux qui sépare les cours d'eau qui se déversent dans le golfe du Mexique et ceux qui s'écoulent en direction de l'océan Atlantique, mais qu'il n'y a apparemment pas de voie navigable pour relier ces deux grands bassins versants.
Dès 1772, Georges Washington identifie le Potomac et la James River comme les sites les plus prometteurs pour construire des canaux afin de relier les cours d'eau de l'Est et de l'Ouest. Sa préférence va à la James River, car le Potomac conduit à des rivières qui traversent des terres que la Pennsylvanie dispute à la Virginie, et qu'un canal passant par là bénéficierait également au Maryland. La James River peut être reliée à la Kanawha River (qui est aujourd'hui en Virginie-Occidentale), au seul profit de la Virginie, ce qui est la priorité de Washington. En 1785, la James River Company est constituée pour construire des écluses aux chutes d'eau de Richmond, et George Washington y occupe un poste de président honoraire. À cette époque, Washington est déjà très occupé par les affaires de la nouvelle nation qui se constitue, dont il devient le premier président en 1789.

## Construction du canal
La James River Company, promue par des hommes tels que George Washington, Edmund Randolph et John Marshall, ouvre en 1790 le premier canal commercial des États-Unis, qui s'étend de Richmond et à Westham, sur un itinéraire parallèle à la James River pendant sept miles. Le canal complète le transport fluvial qui existe déjà sur la James River. Ces bateaux à fond plat, appelés Bateaux ou Jon boats, descendent la James River chargés de tabac de Virginie, jusqu'à Richmond, d'où ils retournent en amont avec les produits d'importations françaises et anglaises, du mobilier, de la vaisselle et des vêtements.
Les bateaux du canal sont des Packet boats, au tirant d'eau plus élevé que les Bateaux de plus petite capacité. Mules et chevaux les remorquent le long des chemins de halage, et des écluses sont nécessaires aux endroits où la rivière possède des rapides. La Révolution américaine et la guerre de 1812 ralentissent l'avancée du canal. Le travail est lent, coûteux et très difficile sur le terrain rocheux du Piedmont de Virginie, une zone de transition entre le sable des plaines côtières et les montagnes. Les esclaves noirs forment la plus grande partie de la main d'œuvre. Généralement, ces esclaves sont achetés auprès des propriétaires de plantations qui vivent à proximité du tracé du canal. Néanmoins, après plusieurs années de temps mort, la construction du canal est finalement abandonnée et l'entreprise fait faillite.
En 1820, le Commonwealth de Virginie prend le contrôle du canal des rivières James et Kanawha, et en reprend la construction. Il reçoit l'aide financière des fonds publics par l'entremise du conseil des Travaux publics de Virginie (Virginia Board of Public Works). Mais la construction s'arrête une fois de plus. En 1835, elle reprend à nouveau sous l'impulsion d'une nouvelle James River and Kanawha Company, dont le juge Benjamin Wright est l'ingénieur en chef. Il est assisté de son fils Simon Wright, de Charles Ellet Jr. et de Daniel Livermore. En 1840, le canal est achevé jusqu'à Lynchburg. Il entre en service, inauguré par William Henry Harrison qui a été élu président des États-unis plus tôt dans l'année. En 1847, Walter W. Gwynn est embauché comme ingénieur en chef du canal des rivières James et Kanawha, avec Edward Lorraine comme assistant.
Le canal est finalement prolongé de 196,5 miles vers l'ouest, et atteint Buchanan en 1851. Là, le plan prévoit de le rattacher au James River and Kanawha Turnpike pour ouvrir un passage à travers les terrains plus accidentés de cette partie des montagnes. L'objectif est de parvenir jusqu'à la Kanawha River, à environ 30 miles à l'est de l'actuelle Charleston. Ce passage difficile transforme la concurrence des chemins de fer en une lourde menace contre le projet de canal. La construction d'un chemin de fer sur cet itinéraire est retardée par la guerre de Sécession. Les dommages matériels causés au canal par cette guerre et l'interruption des flux de commerce le long du canal signent son arrêt de mort.

## La concurrence des chemins de fer

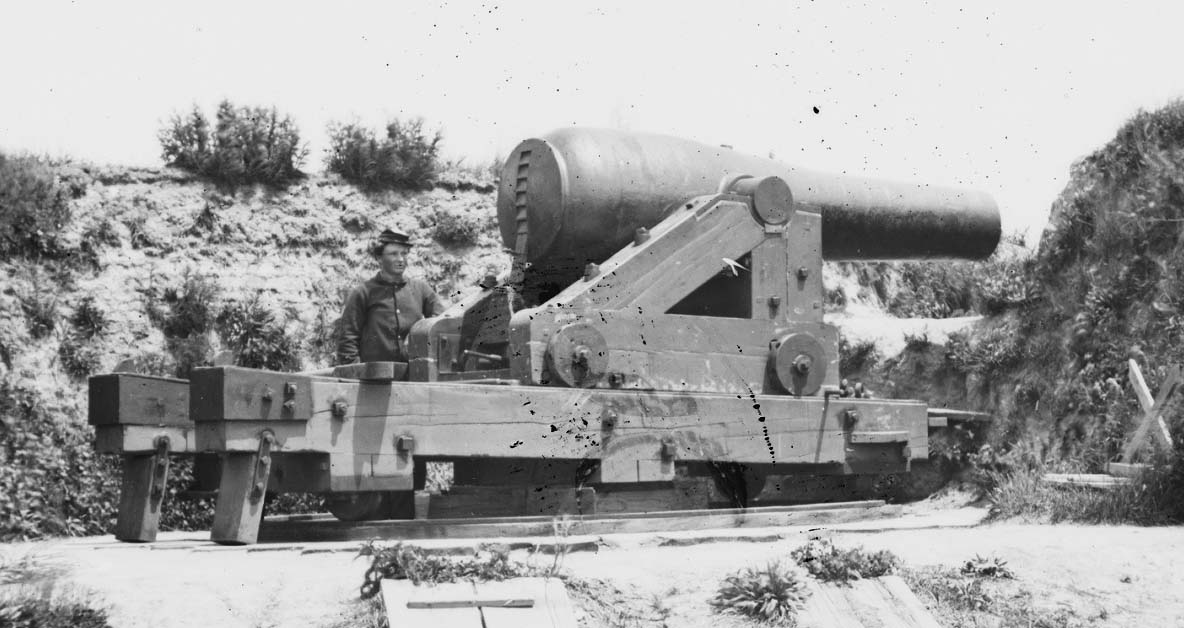
Fort Darling (avril 1865), fortification dans la zone de combat de la James River, au cours de la guerre de Sécession (1861-1865).

Les chemins de fer commencent à apparaître comme un moyen de transport plus efficace dès le début des années 1830, bien avant que le canal soit terminé. Les dommages causés au canal par la guerre de Sécession (1861-1865) ne sont jamais entièrement réparés. La technologie ferroviaire s'améliorant, le canal ne peut plus rivaliser avec la plus grande efficacité des chemins de fer.
Au moment où la Chesapeake and Ohio Railway est construite en direction de la rivière Ohio en 1873, le canal n'apparait plus comme un projet ayant un avenir. En 1876, la Kanawha Canal Company est autorisée à construire la Buchanan and Clifton Forge Railway pour relier l'extrémité Ouest du canal à la voie ferrée.

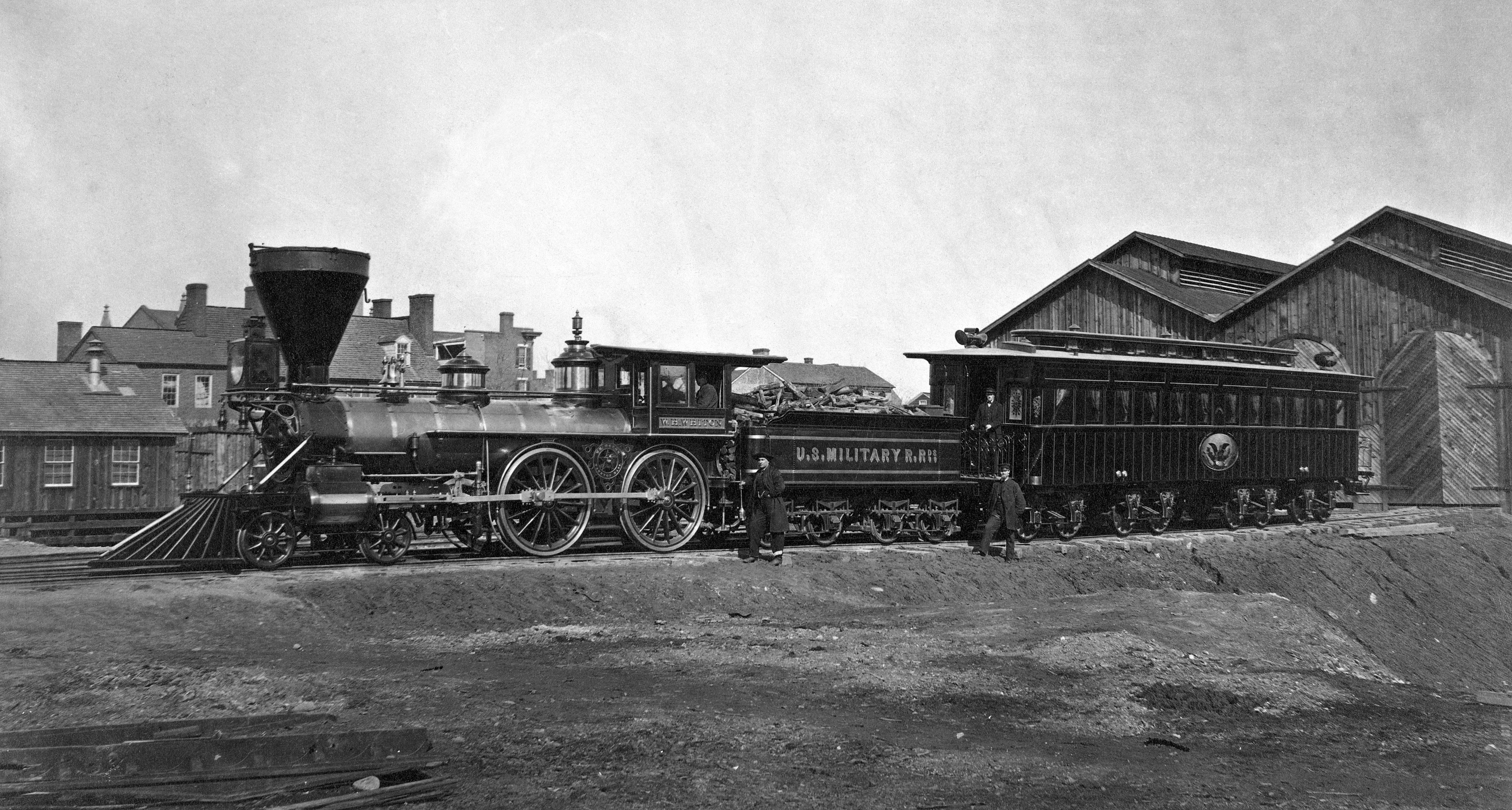
Locomotive militaire "W.H. Whiton" (construite par William Mason en 1862)

Toutefois, en 1878, le canal et la Buchanan and Clifton Forge Railway sont tous deux vendus à la Richmond and Allegheny Railroad Company, qui construit des voies ferrées le long des chemins de halage. Ce chemin de fer est ensuite racheté par la C&O (Chesapeake and Ohio Railway). Ainsi, la Clifton Forge devient un point de connexion dans le vaste système de voies de transport d'Est en Ouest qui résulte de la fusion des premières voies ferrées dans la Chesapeake and Ohio Railway Company.
De nos jours, les trains de la CSX Transportation, chargés du charbon des montagnes, suivent l'ancienne route du canal, et sur la plus grande partie du trajet en une dénivellation douce adaptée aux cours d'eau. Ces trains se dirigent vers le port de Newport News à Hampton Roads. La Buckingham Branch Railroad, une courte ligne de chemin de fer, possède un bail pour exploiter l'itinéraire original de la C&O sur l'ancienne Virginia Central Railroad, y compris la Mountain Subdivision.

## Héritage
À la fin du XXe siècle, quelques portions de l'ancien canal, des écluses et des bassins servant de tournants sont à l'origine d'un regain d'intérêt pour Richmond, Lynchburg et d'autres sites le long de cette ancienne voie. Dans le cadre de la relance de Richmond et du réaménagement de son front de mer, une partie du canal est restaurée. De nos jours, les balades en bateau et un chemin de promenade le long du canal sont mis en vedette. Le Richmond Canal Walk s'étend sur un mile et quart, parallèlement aux anciens canaux de la James River, de la Kanawha et de l'Haxall. Plusieurs expositions historiques sur les canaux eux-mêmes et la ville de Richmond sont dispersés sur toute la longueur de la partie restaurée du canal.
Les visiteurs peuvent également visiter le Three Mile Lock Park ou Pumphouse Park (une ancienne station de pompage) située à l'arrière du Carillon du William Byrd Park. Ce parc est construit sur la marque longue de 3 miles de l'ancien canal. Il contient quelques-unes des anciennes écluses du XVIIIe siècle, la maison du gardien des écluses, et la station de pompage historique de la ville en 1901, appelé la Byrd Park Pumphouse. La ville travaille sur des plans de restauration de cette ancienne station de pompage pour en faire un nouvel usage public en restaurant son vieux plancher de danse, et en ouvrant la plus ancienne section aux touristes.
Une grande partie de l'itinéraire de raccordement du James River and Kanawha Turnpike qui traverse la Virginie-Occidentale, forme aujourd'hui la Midland Trail, une route à la richesse historique reconnue, classée National Scenic Byway.